# ساركومة وعائية لمفية
الساركومةُ الوِعَائِيَّةُ اللِّمْفِيَّة (بالإنجليزية: Lymphangiosarcoma)‏ هو ورم خبيث نادر يحدث في الحالات الطويلة الأمد من الوذمة اللمفية الأولية أو الثانوية. وهو يشمل إما الأطراف الليمفاوية العلوية أو السفلية ولكنه أكثر شيوعًا في الأطراف العلوية. على الرغم من أن اسمها يشير إلى الأصل اللمفاوي، إلا أنه يعتقد أنه ينشأ من الخلايا البطانية ويمكن أن يشار إليه بشكل أدق باسم الساركومة الوعائية (بالإنجليزية: angiosarcoma)‏.

## علامات وأعراض
قد تظهر الساركومة اللمفاوية كألوان مستعصية أو عقيدة جلدية طرية في الأطراف، عادة على السطح الأمامي. يتطور إلى قرحة مع تقشر إلى تركيز نخر واسع النطاق يشمل الجلد والأنسجة تحت الجلد. والمرض ينتشر بسرعة.

## أسباب
كان هذا النوع من الأورام من المضاعفات الشائعة نسبيًا للساركومة اللمفية الضخمة للذراع والتي تلي إزالة الغدد الليمفاوية الإبطية (حفرة الذراع) والقنوات الليمفاوية كجزء من استئصال الثدي الجذري التقليدي، كعلاج لسرطان الثدي. تم التخلي عن استئصال الثدي الجذري التقليدي في معظم أنحاء العالم في أواخر الستينات وأوائل السبعينات، حيث تم استبداله باستئصال جذري أكثر تطوراً وتعقيداً، وفي الآونة الأخيرة بواسطة استئصال أنسجة الثدي المجزأة والعلاج الإشعاعي. وبسبب هذا التغيير في طريقة التعامل مع الورم أصبحت الوذمة اللمفاوية السريرية نادرة الحدوث بعد علاج سرطان الثدي - وما بعد استئصال سرطان الغدد اللمفاوية بعد استئصال الثدي. وإن حصل وحدث بعد استئصال الثدي ورم فهذا الورم يُعرف باسم متلازمة ستيوارت-تريفيس (والتي يمكن أن تكون ورما وعائيا أو ورما وعائيا لمفيا بعد استئصال الثدي). لم يتم حل التسبب في الإصابة بالسرطان اللمفي، ولكن تم اقتراح العديد من الآليات الغامضة. اقترح ستيوارت وتريفيس أن العامل المؤذي للسرطان موجود في الأطراف الليمفاوية. بينا اقترح شريبر وآخرون أن نقص المناعة المحلية نتيجة الورم اللمفاوي يؤدي إلى «موقع متميز مناعيا» حيث يمكن أن تطور الساركوما.

## العلاج
أنجح علاج لمرضى العقد اللمفية هو بتر الطرف المصاب إن أمكن. يمكن إعطاء العلاج الكيميائي إذا كان هناك دليل أو اشتباه في المرض النقيلي. إن الأدلة الداعمة لفعالية العلاج الكيميائي في كثير من الحالات غير واضحة بسبب مجموعة كبيرة من العوامل النذيرية وحجم العينة الصغير. ومع ذلك فهناك بعض الأدلة التي تشير إلى أن الأدوية مثل باكليتاكسيل ودوكسوروبيسين وإيفوسفامايد وجيمسيتابين معارض نشاط مضاد للورم.

## وصلات خارجية
- http://www.lymphedemapeople.com/thesite/lymphedema_lymphangiosarcoma.htm